# オレンジの花

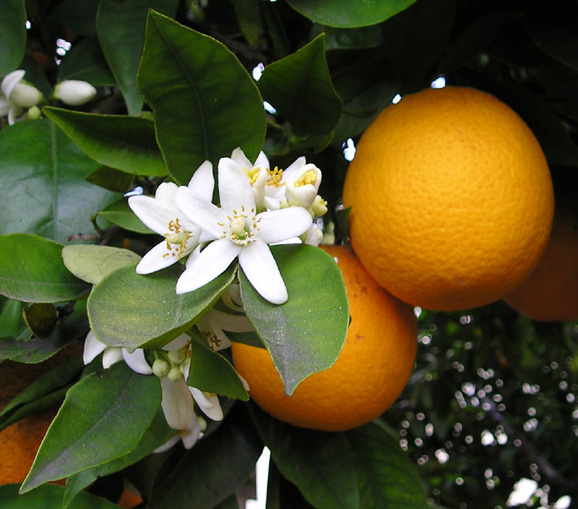
オレンジの花と果実

ミカン科オレンジ（Citrus × sinensis）の木に咲くオレンジの花は、芳香のある花で、歴史上さまざまに利用されてきた。
フロリダ州の州花である。

## 特徴

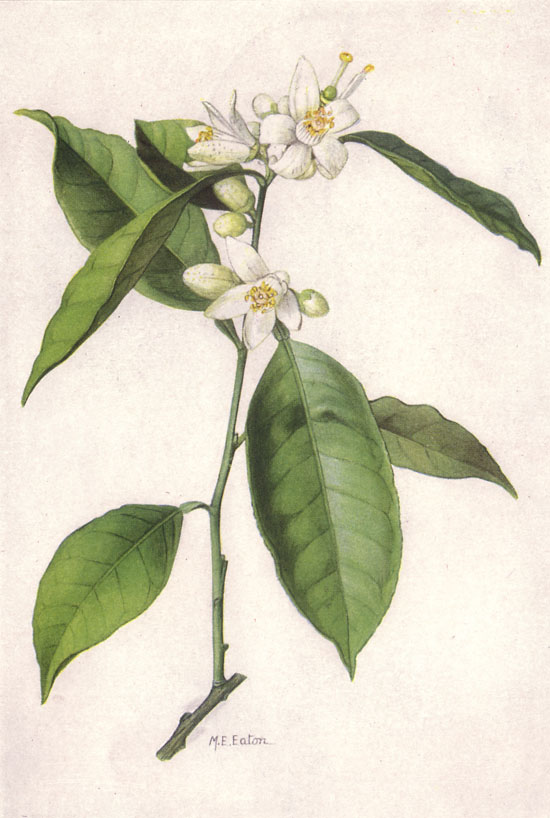
Citrus sinensis メアリー・エミリー・イートン、1917年、ナショナル・ジオグラフィック

色は白か薄いピンクの両性花であり、香気が強く蜜も多いため蜜源植物となっている。萼片や花びらは三回対称性または五回対称性を示す。雄しべは2重に並んでおり、外輪の雄しべは花びらと同じ位置にある。雌性生殖器官は、2つから5つ以上の心皮が合体した1個の雌しべからなる。1本の木から最大で6万個の花を咲かせるが、実を付けるのはそのうちの1パーセントでしかない。

## 言語
イタリア語ではZagara（ザガラ）と呼ばれており、アラビア語で「輝き・白い輝き」を意味するzaharaと、「花」を意味するzahrから来ている。。

## 文化
オレンジの木は、花と実を同時に付ける不可思議さから、古来より魔法や神性と結びつけられてきた。オレンジの実は多産を、そしてオレンジの白い花は純潔を象徴するとされ、西洋美術では聖母マリアのアトリビュートのひとつとされている。
その象徴性から、縁起物として結婚式のブーケやヘッドリースに使用される。
オランダの画家ヤン・アントニス・ファン・ラーヴァンスティンは、1663年に真珠と高価なエナメル製のオレンジの花で飾られた精巧な冠を頭に乗せたプリンセス・オブ・リーニュの肖像を描いた。
オランダの画家ピーエル・クラースは、『七面鳥のパイのある静物』(1627年)の中で、くちばしにオレンジの花をくわえた置き物の鳥を描いた。
1840年に結婚式を挙げたヴィクトリア女王は、レースのウェディングドレスの上にダイアモンドのティアラではなく、かぐわしいオレンジの花を飾った。
ジョン・コーディ・ジェファーソンは、1870年代に「無色の花冠」はもういい加減やめたらどうかと言い、「黄色っぽい白のオレンジの花だけを身につけて見劣りしない美しい娘など千人にひとりもいない」のだから、「緑、紫、赤や深紅の色鮮やかな花冠をつけたほうがいい」と提案した。

## 用途
香水の製造に使用され、媚薬としても記述されていた。香料としてオレンジの花の精油のネロリがある。ネロリの副産物として製造されているオレンジ花水は、水蒸気蒸留法を確立した中世アラビアでバラ水と共に愛好され、フランス料理、スペイン料理や中東料理のデザートなどへの香りづけとして利用されている。
開花期に蜂の巣を設置すると、オレンジの花の蜂蜜（シトラスハニー）の製造と受粉が行われる。この蜂蜜は、非常に貴重でフルーティーな味わいと香りがする。
スペインでは、花を乾燥させたものがオレンジ花茶として飲まれている。

### 薬用
鎮静効果が神経によって引き起こされる不快感や不眠を解消するのに利用されている。オレンジ花水やオレンジ花茶は伝統的な失神や月経の不快感の治療薬として用いられる。
シナノキ属やカモミールなどの他のハーブと組み合わせた茶は、伝統的な胃の痛みや頭痛の治療薬として知られている。

## ギャラリー

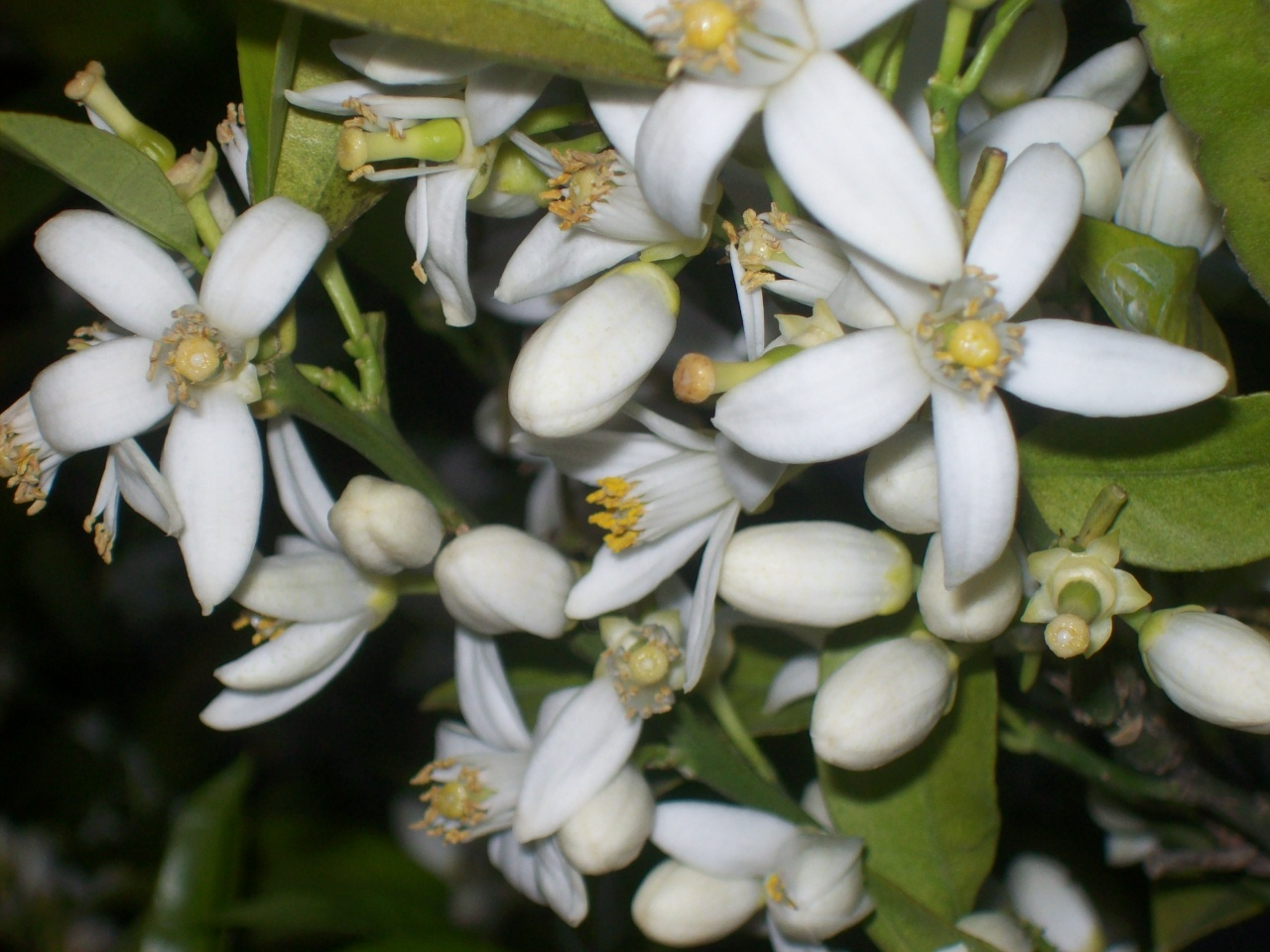
オレンジの花
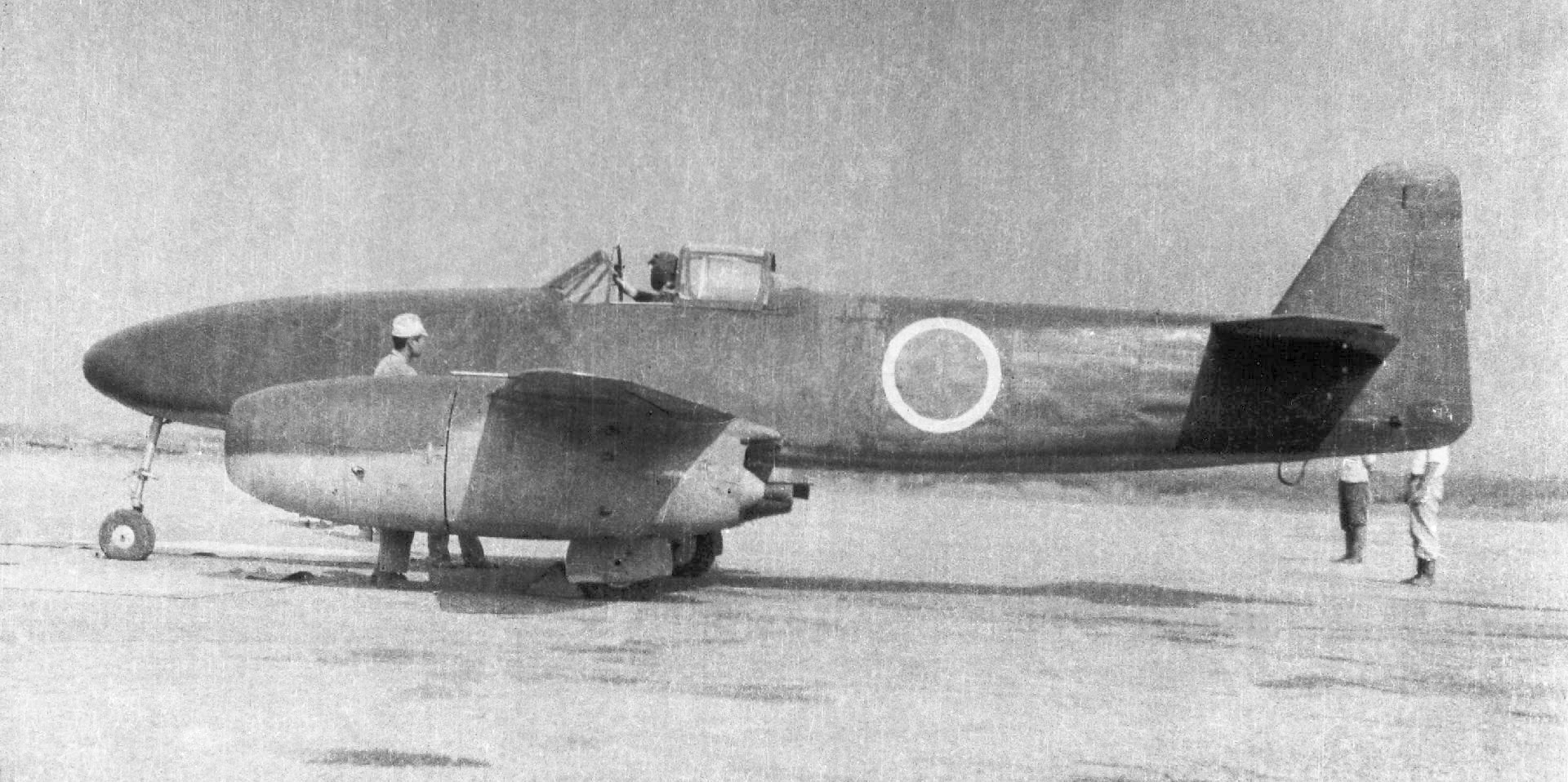
第二次世界大戦末期の日本海軍の攻撃機橘花 (航空機)。英語でオレンジ・ブロッサムと呼ばれた。
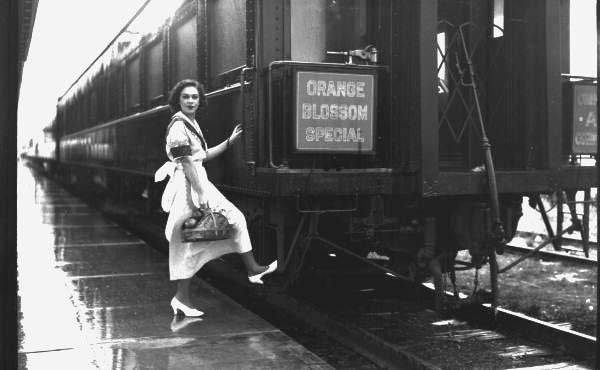
オレンジ・ブロッサム・スペシャル（英語版）に乗る女性、1930年フロリダのSebring
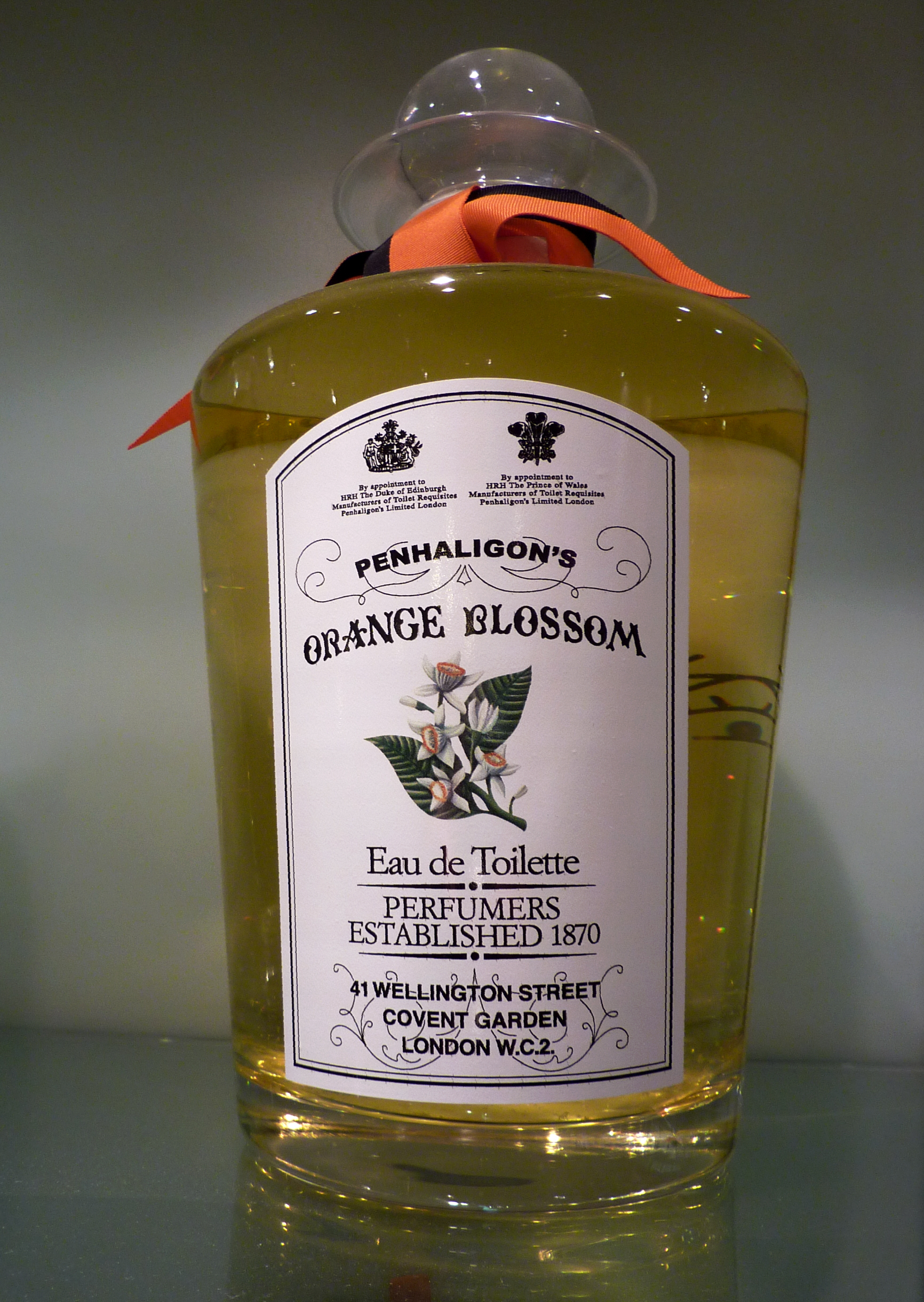
Penhaligon'sのオレンジの花の香水